# UMF Selfoss
Ungmennafélag Selfoss is een op 1 juni 1936 opgerichte omnisportvereniging uit Selfoss, IJsland. Binnen de vereniging worden de sporten atletiek, gymnastiek, handbal, judo, gewichtheffen, motorcross, taekwondo, voetbal en zwemmen beoefend.

## Voetbal
De voetbalafdeling werd in 1955 opgericht. De thuiswedstrijden worden in het Selfossvöllur gespeeld. Van 1955 tot 1993 speelde de club afwisselend op het vierde-, derde- en tweede niveau. Van 1993 tot 2007 speelde Selfoss in de 2. Deild (derde klasse). In 2007 promoveerde de club naar de 1. Deild. Nadat de club in haar eerste seizoen knap bovenin meedraaide en maar net de promotie misliep, promoveerde Selfoss in 2009 voor het eerst in haar bestaan naar de Úrvalsdeild door kampioen te worden van de tweede klasse. De club degradeerde een jaar later meteen weer terug naar de 1. Deild.
In 2011, een jaar na de degradatie uit de Úrvalsdeild, promoveerde Selfoss opnieuw naar de hoogste klasse. De club streed in de competitie bovenin mee met ÍA Akranes, Haukar en BÍ/Bolungarvík om promotie, maar wist op de voorlaatste speeldag de promotie vast te stellen door in en tegen Reykjavík tegen de plaatselijke ÍR met 1-3 te winnen.
Opnieuw werd Selfoss na één jaar weer terug verwezen naar de 1. deild. De club verloor de degradatiestrijd van Fram Reykjavík en sloot het seizoen als een-na-laatste af. Daarmee was het overigens wel de beste eindklassering ooit voor de club uit het zuidwesten van IJsland.

### Erelijst
- Tweede klasse

2009

### Eindklasseringen
- 2000 3e
2. deild karla
- 2001 4e
2. deild karla
- 2002 5e
2. deild karla
- 2003 3e
2. deild karla
- 2004 5e
2. deild karla
- 2005 5e
2. deild karla
- 2006 4e
2. deild karla
- 2007 2e
2. deild karla
- 2008 3e
1. deild karla
- 2009 1e
1. deild karla
- 2010 12e
Úrvalsdeild
- 2011 2e
1. deild karla
- 2012 11e
Úrvalsdeild
- 2013 8e
1. deild karla
- 2014 9e
1. deild karla
- 2015 10e
1. deild karla
- 2016 8e
1. deild karla
- 2017 8e
1. deild karla
- 2018 12e
1. deild karla
- 2019 3e
2. deild karla
- 2020 2e
2. deild karla
- 2021 8e
1. deild karla
- 2022 9e
1. deild karla
- 2023 11e
1. deild karla
- 2024 1e
2. deild karla

- Úrvalsdeild
- 1. deild karla
- 2. deild karla

## Bekende spelers
- Vidar Örn Kjartansson
- Jón Daði Böðvarsson